# Henry Gray
Henry Gray (1827 - 13 de juny 1861) va ser un anatomista anglès i cirurgià conegut, sobretot pel seu treball en la publicació del llibre Anatomia de Gray. Va ser elegit Fellow of the Royal Society (FRS) a l'edat de 25 anys.
Va estudiar el desenvolupament de les glàndules endocrines i de la melsa, i el 1853 va començar a exercir com a professor d'anatomia al St. George's Hospital Medical School.